# Rifugio Val di Fumo
Das Rifugio Val di Fumo (deutsch Val-di-Fumo-Hütte) ist eine Schutzhütte der Società degli Alpinisti Tridentini (SAT) in der Adamello–Presanella-Gruppe im Trentino. Die in der Regel von Anfang Juni bis Anfang Oktober geöffnete Hütte verfügt über 50 Schlafplätze sowie einen Winterraum mit 6 Betten.

## Lage und Umgebung
Die Schutzhütte liegt im Val di Fumo dem oberen Talabschluss des Val Daone im Naturpark Adamello-Brenta. Das Val di Fumo bildet ein klassisches von Gletschern geformtes Tal und zählt mit etwa 30 km Länge zu den längsten Hochtälern im Trentino. Am Talabschluss entspringt unterhalb des Lobbia-Gletschers der Chiese, der unterhalb der Hütte zum ersten Mal im Lago di Malga Bissina aufgestaut wird. Das Rifugio liegt in etwa in der Mitte des Tales auf der orographisch linken Talseite etwas oberhalb des Talbodens auf 1918 m s.l.m. am Rande eines Lärchenwaldes. Der Hütte gegenüber liegt die Almhütte Malga Val di Fumo.

## Geschichte
Das Rifugio Val di Fumo wurde 1960 eröffnet. Bereits 1903 bot die Gemeinde Daone dem Trentiner Bergsteigerverein SAT Baugrund und Baumaterial zur Errichtung einer Hütte im Val di Fumo an. Dieser an anderer Stelle errichtete Vorgängerbau wurde im Ersten Weltkrieg und durch die Kriegsereignisse und Lawinen zerstört. Anfang der 1950er Jahre zeigte der SAT erneut Interesse in der Umgebung eine Schutzhütte zu errichten, woraufhin die Gemeinde Daone 1956 erneut einen Baugrund am heutigen lawinengeschützten Platz zur Verfügung stellte.

## Zugänge
- Parkplatz oberhalb der Staumauer Malga Bissina, 1790 m, ⊙ auf Weg 240 in 1 Stunde 15 Minuten

## Nachbarhütten und Übergänge
- Zum Rifugio Carè Alto, 2459 m ⊙ auf Weg 222, in 5 Stunden
- Zum Rifugio Maria e Franco, 2574 m ⊙ auf Weg 242 und 1, in 4 Stunden 45 Minuten
- Zum Rifugio Città di Lissone, 2017 m ⊙ auf Weg 245 und 24, in 4 Stunden 30 Minuten
- Zum Rifugio Ai Caduti dell’Adamello, 3040 m ⊙ auf Weg 240 und Gletscher in 5–6 Stunden
- Zum Rifugio Trivena, 1650 m ⊙ auf Weg 223 in 7–8 Stunden oder auf Wege 248, 253, 261A, 261 und 223 in 6 Stunden 30 Minuten
- Nach Pian del Forno im Val S. Valentino, 1350 m ⊙ auf Weg 248 und 224 in 7–8 Stunden